# 그리스와 덴마크의 왕자빈 니나
그리스와 덴마크의 왕자빈 니나(독일어: Nina Nastassja Flohr, 1987년 1월 22일 ~ )은 스위스의 사업가, 상속녀이자 사교계 명사이다. 그녀는 비왕권 그리스 왕실의 일원이자 그리스의 콘스탄티노스 2세와 덴마크의 아네마리의 아들인 그리스와 덴마크의 왕자 필리포스의 부인으로서 확장된 덴마크 왕실의 일원이다. 니나는 모잠비크의 벵게라 섬에 위치한 키사와 보호구역의 설립자이자 창조적인 감독이며 바자루토 과학 연구 센터의 설립자이다. 그녀는 이전에 그녀의 아버지 토마스 플로어가 설립한 고급 민간 항공사인 비스타제트의 창조적인 감독으로 일했다.